# Катли, Гленн
Гленн Катли (англ. Glenn Catley; род. 15 марта 1972, Садбери) — британский боксёр, представитель средних весовых категорий. Боксировал на профессиональном уровне в период 1993—2007 годов, владел титулом чемпиона мира по версии Всемирного боксёрского совета (WBC).

## Биография
Гленн Катли родился 15 марта 1972 года в небольшом городке Садбери графства Суффолк, Англия.
Дебютировал в боксе на профессиональном уровне в мае 1993 года. Выступал исключительно на домашних британских рингах, подавляющее большинство поединков выигрывал, потерпев лишь одно единственное поражение.
В январе 1997 года завоевал титул интернационального чемпиона в средней весовой категории по версии Всемирного боксёрского совета (WBC), выиграв техническим нокаутом у Георгеса Бокко (11-6). Однако спустя несколько месяцев лишился этого титула, проиграв техническим нокаутом Андрашу Гальфи (22-1).
В 1998 году стал чемпионом Великобритании в среднем весе, победив досрочно соотечественника Невилла Брауна (30-5).
Благодаря череде удачных выступлений в том же 1998 году удостоился права оспорить титул чемпиона мира WBC во втором среднем весе, который на тот момент принадлежал другому британцу Ричи Вудхоллу (23-1). Противостояние между ними продлилось все отведённые 12 раундов, в итоге решением большинства судей победителем был назван Вудхолл.
Несмотря на проигрыш, Катли продолжил активно выходить на ринг: взял реванш у Андраша Гальфи (28-4-3) в бою за титул интерконтинентального чемпиона Всемирной боксёрской организации (WBO), затем заполучил титул интерконтинентального чемпиона Международной боксёрской федерации (IBF). Наконец, в декабре 1999 года на арене «Молсон-центр» в Монреале в претендентском бою WBC выиграл техническим нокаутом у достаточно сильного канадца Эрика Лукаса (31-3-3).
В мае 2000 года Катли отправился в Германию и встретился с местным непобеждённым чемпионом WBC Маркусом Байером (18-0) — нокаутировал немца в последнем двенадцатом раунде и забрал чемпионский пояс себе.
Тем не менее, Гленн Катли оставался чемпионом не долго, буквально спустя несколько месяцев он проводил первую защиту в Южной Африке в поединке с местным боксёром Дингааном Тобелой (39-7-2) — тот отправил его в нокаут в двенадцатом раунде. Катли при этом уверено вёл по очкам, а неожиданное поражение списал на усталость от сильной южноафриканской жары и жульничество со стороны соперника, отметив, что перчатки Тобелы были «заряжены».
В июле 2001 года Катли предпринял попытку вернуть себе титул чемпиона мира WBC во втором среднем весе, ставший к тому времени вакантным, и в Канаде вновь встретился с Эриком Лукасом (32-4-3). На этот раз канадец оказался сильнее, оформил нокаут в седьмом раунде.
В марте 2002 года Катли вышел на ринг против непобеждённого немецкого проспекта Данило Хойслера (17-0) в бою за титул чемпиона Европейского боксёрского союза (EBU) во второй средней весовой категории и уступил ему решением большинства судей. Год спустя боксёры вновь встретились друг с другом на ринге, Катли побывал в нокдауне в первом раунде, а в пятом было вынесено техническое решение в пользу Хойслера, поскольку из-за непреднамеренного столкновения головами у того открылось сильное рассечение. На этом поражении Катли принял решение завершить спортивную карьеру.
Ненадолго возвращался в бокс в 2006—2007 годах, выиграв техническим нокаутом у двух малоизвестных боксёров из Сирии и России. В общей сложности провёл на профи-ринге 36 боёв, из них 29 выиграл (в том числе 22 досрочно) и 7 проиграл.